# Почётный кубок для победителя в воздушном бою

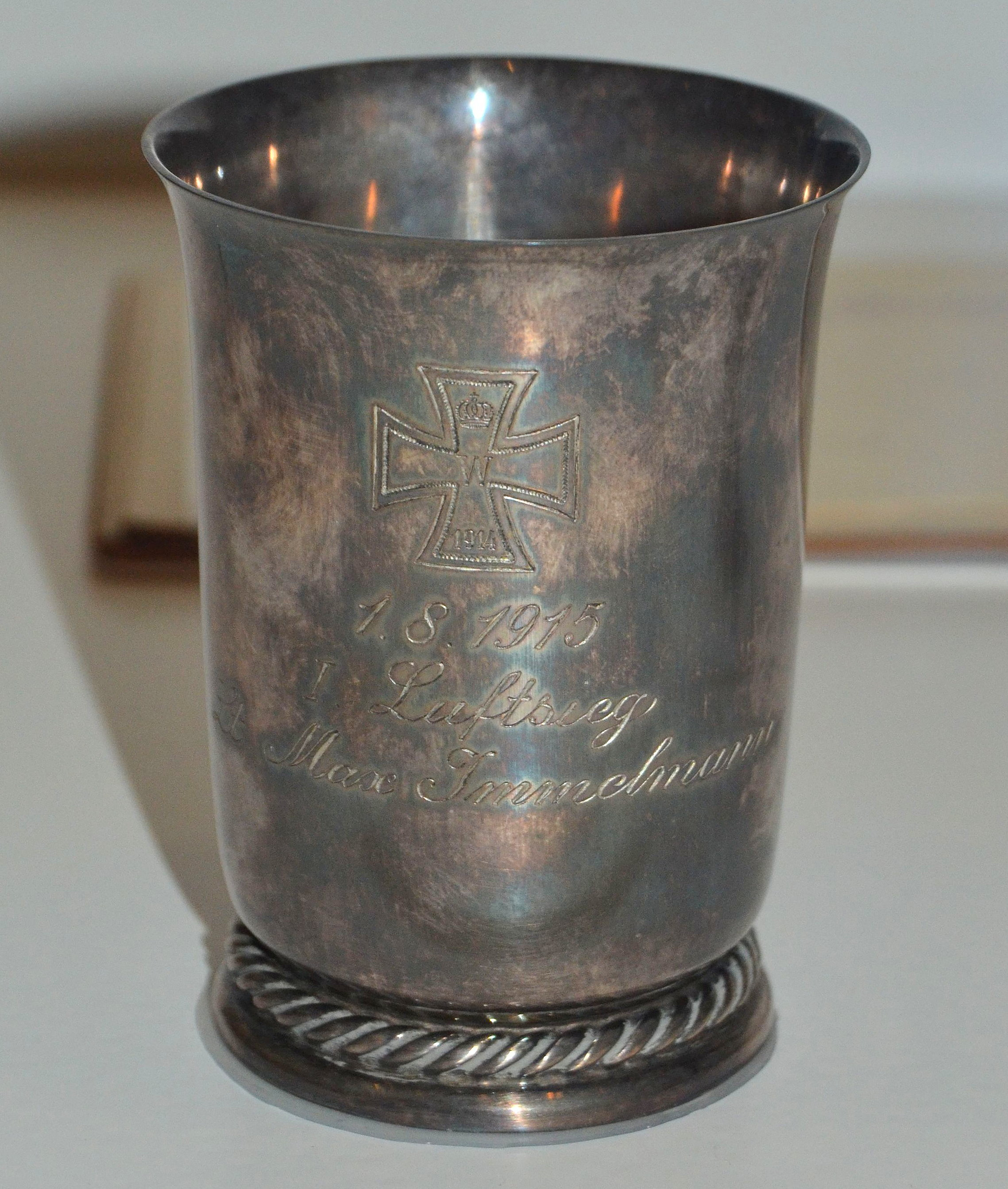
Почетный кубок Макса Иммельмана по случаю его первой воздушной победы 1 августа 1915 г.

Почетный кубок для победителя в воздушном бою — боевая награда ВВС Германии в Первой мировой войне.
Награда обычно присуждалась за первую воздушную победу, хотя фактическое награждение иногда происходило несколько позже. Ближе к концу войны выдавались только документы, подтверждающие звание, но не сам кубок. Точное количество наград неизвестно: по разным источникам известно 2411 вручённых почетных кубков.
Имперский флот имел собственные военно-воздушные силы во время Первой мировой войны. Первоначально почётным кубком могли быть награждены и успешные пилоты флота, однако в начале 1917 года была учреждена почётная награда морской авиации, которая к концу войны была вручена около 182 раз.
Была и другая, ещё более редкая немецкая награда — Почётный кубок за успешные воздушные атаки. Она присваивалась очень редко, например, членам экипажей бомбардировщиков-цеппелинов или за определённые успешные атаки.